# Bauernhaus Ballmoos
La Bauernhaus Ballmoos ("Casa rurale Ballmoos") è un edificio storico a Gais. È classificato dal governo svizzero come bene culturale di importanza nazionale.